# Hoekkeper

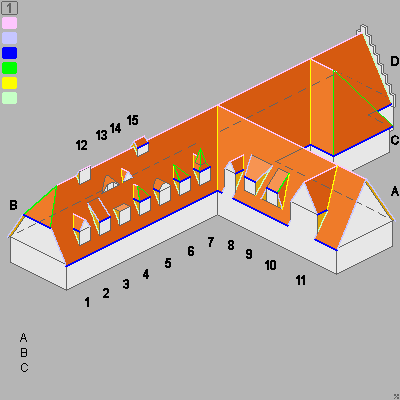
De groene lijnen zijn hoekkepers

Een hoekkeper is een bepaald type keper, een onderdeel van een dakconstructie. Een hoekkeper bevindt zich op de snijlijn van twee dakschilden die elkaar onder een uitspringende hoek snijden, zie de groene lijnen op de tekening hiernaast. De snijlijn van de dakschilden is niet horizontaal, want dan spreken we van een nok. De functie van een hoekkeper is het ondersteunen van de gordingen en of daksporen die samen de dakconstructie vormen.
Op de hoekkeper worden andersvormige pannen of bekleding gebruikt dan elders op het dak. Bij een pannendak worden hoekkepers veelal met nokvorsten gedekt om de constructie waterdicht te maken. Deze hoekkeperpannen zijn meestal gelijk aan die van de nok.